# Dalja Sever Jurca
Dalja Sever Jurca, slovenska zdravnica in prevajalka, * 27. junij 1927, Krško, † januar 2017, Ljubljana 

## Življenjepis
Dalja Sever Jurca je študirala na Medicinski fakulteti v Ljubljani. Po študiju se je specializirala na področju medicine dela. Prevajala je znanstveno in medicinsko literaturo iz angleščine, francoščine in nemščine ter tudi iz slovenščine v angleščino. Sodelovala je tudi pri redakciji Slovenskega medicinskega slovarja kot urednica korektur. Med njene pomembnejše prevode spada Laroussova Medicinska enciklopedija I-III, ki jo je prevedla skupaj s sodelavci.